# Шатуновский, Илья Борисович
Илья Борисович Шатуновский (23 сентября 1949, Ташкент — 25 апреля 2019, Дубна) — российский учёный, лингвист. Заслуженный профессор университета «Дубна», почётный профессор Хэйлунцзянского университета (г. Харбин, Китай), член Европейского лингвистического общества и Общества славянской лингвистики. Автор более 90 научных публикаций, в том числе трёх монографий, посвящённых проблемам русской грамматики, словообразования, лексической и синтаксической семантики, прагматики, коммуникативного синтаксиса, теории текста и теории речевых актов. Ученик Нины Давидовны Арутюновой.

## Биография
Родился в 1949 году. В 1971 году окончил филологический факультет Ташкентского государственного университета по специальности «русский язык и литература». В 1983 году защитил кандидатскую диссертацию на тему «Проблемы словообразовательной транспозиции» (научный руководитель Н. Д. Арутюнова), в 1993 году — докторскую диссертацию «Семантика предложения и нереферентные слова». С сентября 1994 года по 2012 год заведовал кафедрой лингвистики Международного университета природы, общества и человека «Дубна». С 2012 года ведущий профессор и научный руководитель кафедры.

## Семья
- Шатуновский, Борис Миронович (1922—1991) — отец, участник Великой Отечественной войны, журналист, главный редактор «Ташкентской правды».
- Шатуновский, Илья Миронович (1923—2009) — дядя, писатель-юморист, фельетонист и сатирик, журналист.
- Шатуновский, Глеб Ильич — сын, филолог-славист, журналист.

## Книги И. Б. Шатуновского
- Шатуновский И. Б. Семантика предложения и нереферентные слова. — М.: Языки славянских культур, 1996. — 404 с.
- Шатуновский И. Б. Проблемы русского вида. — М.: Языки славянских культур, 2009. — 352 с.
- Шатуновский И. Б. Речевые действия и действия мысли в русском языке. — М.: Языки славянских культур, 2016. — 480 с.